# Diana Krall
Pour les articles homonymes, voir Krall.
 (mai 2024).
La mise en forme du texte ne suit pas les recommandations de Wikipédia : il faut le « wikifier ».
Les points d'amélioration suivants sont les cas les plus fréquents. Le détail des points à revoir est peut-être précisé sur la page de discussion.
- Les titres sont pré-formatés par le logiciel. Ils ne sont ni en capitales, ni en gras.
- Le texte ne doit pas être écrit en capitales (les noms de famille non plus), ni en gras, ni en italique, ni en « petit »…
- Le gras n'est utilisé que pour surligner le titre de l'article dans l'introduction, une seule fois.
- L'italique est rarement utilisé : mots en langue étrangère, titres d'œuvres, noms de bateaux, etc.
- Les citations ne sont pas en italique mais en corps de texte normal. Elles sont entourées par des guillemets français : « et ».
- Les listes à puces sont à éviter, des paragraphes rédigés étant largement préférés. Les tableaux sont à réserver à la présentation de données structurées (résultats, etc.).
- Les appels de note de bas de page (petits chiffres en exposant, introduits par l'outil «  Source ») sont à placer entre la fin de phrase et le point final[comme ça].
- Les liens internes (vers d'autres articles de Wikipédia) sont à choisir avec parcimonie. Créez des liens vers des articles approfondissant le sujet. Les termes génériques sans rapport avec le sujet sont à éviter, ainsi que les répétitions de liens vers un même terme.
- Les liens externes sont à placer uniquement dans une section « Liens externes », à la fin de l'article. Ces liens sont à choisir avec parcimonie suivant les règles définies. Si un lien sert de source à l'article, son insertion dans le texte est à faire par les notes de bas de page.
- La présentation des références doit suivre les conventions bibliographiques. Il est recommandé d'utiliser les modèles {{Ouvrage}}, {{Chapitre}}, {{Article}}, {{Lien web}} et/ou {{Bibliographie}}. Le mode d'édition visuel peut mettre en forme automatiquement les références.
- Insérer une infobox (cadre d'informations à droite) n'est pas obligatoire pour parachever la mise en page.

Pour une aide détaillée, merci de consulter Aide:Wikification.
Si vous pensez que ces points ont été résolus, vous pouvez retirer ce bandeau et améliorer la mise en forme d'un autre article.
Diana Krall, née Diana Jean Krall le 16 novembre 1964 à Nanaimo en Colombie-Britannique (Canada), est une pianiste et chanteuse de jazz canadienne.
Son œuvre est associée au courant du jazz vocal.

## Biographie

### Vie privée
Diana Krall est née dans une famille de musiciens à Nanaimo, Canada. Elle apprend à jouer du piano dès l'âge de quatre ans. À l'école, elle commence à jouer dans un petit groupe de jazz. La grande collection d'enregistrements de son père, James, lui fait connaître la musique de nombreux artistes de légende. À quinze ans, elle joue régulièrement dans plusieurs restaurants de Nanaimo.
À dix-sept ans, elle obtient une bourse d'études du Festival international de jazz de Vancouver (en) pour étudier au Berklee College of Music, à Boston, et y passe trois ans.
À Nanaimo, elle attire l'attention du bassiste Ray Brown, ancien mari d'Ella Fitzgerald (et, durant longtemps, membre du trio d'Oscar Peterson) et de Jeff Hamilton. Après l'avoir entendue, Brown et Hamilton la persuadent de déménager à Los Angeles. Elle étudie alors avec le pianiste Jimmy Rowles, avec qui elle commence à chanter. Cela la conduit à prendre contact avec des professeurs et des producteurs influents. En 1990, elle déménage à New York. Elle revient au Canada trois ans plus tard.
Sa mère, Adella, meurt d'un myélome multiple en 2002, dans la période où elle perd aussi ses mentors, Ray Brown et Rosemary Clooney.
Diana Krall se marie avec le musicien britannique Elvis Costello le 6 décembre 2003 près de Londres, dans une propriété d'Elton John. Le 6 décembre 2006 à New York, la chanteuse donne naissance à leurs deux enfants, Dexter Henry Lorcan et Frank Harlan James.
Elle a une sœur, Michelle, qui soutient activement sa carrière.

### Carrière professionnelle
Diana Krall sort son premier album Stepping Out en 1993. Elle l'a enregistré avec le bassiste John Clayton et Jeff Hamilton. Elle attire ainsi l'attention du producteur Tommy LiPuma, qui produit son deuxième album Only Trust Your Heart (1995).
Son troisième disque All for You sorti en 1996, est nommé pour un Grammy Award et demeure durant soixante-dix semaines dans le classement jazz du Billboard. Love Scenes (1997), où Krall est accompagnée de Russell Malone à la guitare et de Christian McBride à la contrebasse obtient rapidement le succès.
Les arrangements de Johnny Mandel forment l'arrière-plan de When I Look In Your Eyes, sorti en 1999. Elle obtient plusieurs nominations aux Grammy Awards, qui la récompensent comme Meilleure Musicienne de Jazz de l'année. En août 2000, elle se lance dans une tournée dans vingt villes avec Tony Bennett. En 2001, elle sort The Look of Love (contenant le titre éponyme), créé par Claus Ogerman. Cet album intègre le Top 10 du Billboard 2001, et arrive à la première place au Canada, où il obtient quatre disques de platine.
En septembre 2001, elle commence une tournée mondiale. Son concert à l'Olympia de Paris est enregistré : c'est son premier disque live : Live in Paris (en). Il atteint la 5e place au Canada, et lui permet de remporter une seconde récompense aux Grammy Awards (Meilleur disque de jazz vocal), ainsi qu'un Juno Award.
Après son mariage avec Elvis Costello en décembre 2003, elle travaille avec lui pour écrire des paroles, et commence à composer ses propres chansons, ce qui donne The Girl in the Other Room (2004). Temptation, une chanson composée par Tom Waits, arrive à la première place du World Jazz Charts (qui concerne les États-Unis, l'Allemagne, la France, le Japon et la Chine).
À la suite de complications liées à une pneumonie, la sortie de son album Wallflower (en), initialement prévue pour le 13 octobre 2014, est repoussée au 2 février 2015. La tournée mondiale est elle aussi repoussée pour débuter le 7 mars à Wilkes-Barre en Pennsylvanie. Cet album s'éloigne du jazz pour un son pop sur lequel David Foster joue du piano sur plusieurs chansons et un orchestre est entendu à quelques reprises. Toutes les chansons sont des reprises des années 1970 ou 80 sauf pour une inédite signée Paul McCartney, If I Take You Home Tonight. Cette chanson est tirée des séances de l'album de reprises de jazz Kisses on the Bottom publié en février 2012 où Diana Krall et son orchestre accompagnait l'ex-Beatle.

### Honneurs
En 2000, elle reçoit l'Order of British Columbia. En 2003, elle obtient un Ph.D honorifique de l'université de Victoria. L'année suivante elle entre au Canada's Walk of Fame.
En 2005, elle devient officier de l'ordre du Canada.
Elle est membre honorifique de la Multiple Myeloma Research Foundation.

#### Certifications
| Année | Album                    | Certification | Pays/Association                     | Ventes/Équivalence |
| ----- | ------------------------ | ------------- | ------------------------------------ | ------------------ |
| 2000  | When i look in your eyes | or            | France (SNEP)                        | 100 000            |
| 2006  | The look of love         | platine       | France (SNEP)                        | 300 000            |
| 2006  | When i look in your eyes | platine       | Nouvelle-Zélande (Recorded Music NZ) | 15 000             |
| 2009  | Quiet nights             | or            | France (SNEP)                        | 50 000             |
| 2012  | Glad rag doll            | or            | France (SNEP)                        | 50 000             |

## Album en duo
- 2012 : Kisses on the Bottom de Paul McCartney

## Publication
- (en) Jamie Reid, Diana Krall, The language of Love, Quarry Music Books, mai 2002

## Vidéographie
- Live at the Montreal Jazz Festival (enregistré le 29 juin 2004 au Centre Bell de Montréal, Canada).
- Live in Paris (enregistré le 2 décembre 2001 à l'Olympia).
- Live in Rio (enregistré le 1er novembre 2008 à Rio de Janeiro).